# محمود حمود (لاعب كرة قدم)
محمود حسن حمود (3 يوليو 1964 - 4 ديسمبر 2021)، المعروف أيضًا باسم الحاج محمود حمود، هو مدرب كرة قدم ولاعب كرة قدم لبناني، لعب كمهاجم لفريق النجمة ومنتخب لبنان خلال الثمانينيات والتسعينيات، وقام بتدريب العديد من أندية الدوري اللبناني الممتاز، أبرزها العهد وشباب الساحل، لعب مع نادي الخور القطري. بالإضافة إلى منتخب لبنان.

## مهنة النادي
بعد أن انضم إلى فريق شباب النجمة في عام 1979، ولعب مع الفريق الأول في عام 1983. وانضم إلى نادي الخور القطري عام 1988 لمدة موسم واحد، بعد كأس العرب 1988. كان حمود هداف الدوري اللبناني الممتاز في موسم 1993–94 مع النجمة، وسجل 15 هدفاً خلال الموسم.في عام 1994، كان قائد الفريق، اعتزل عام 1996 بعد أن فاز بلقبين كأس لبنان، في 1986–87 و1988–89. وسجل خلال مسيرته أكثر من 90 هدفا لصالح النجمة.

## مهنة دولية
لعب مع منتخب لبنان تحت 20 سنة وتحت 23 سنة. ظهر لأول مرة مع المنتخب الوطني عام 1985، مثل لبنان في كأس العرب عام 1988.

## مهنة إدارية
بدأ حمود مسيرته التدريبية مع نادي العهد الصاعد حديثاً خلال موسم 1998–99. بعد أن عمل كمساعد مدرب لمنتخب لبنان مرتين، وأصبح حمود المدير الفني لمنتخب لبنان تحت 23 سنة خلال تصفيات الألعاب الأولمبية الصيفية 2004 بين عامي 2003 و2004.
تولى تدريب منتخب لبنان لفترة قصيرة في ديسمبر 2003 وأعيد تعيينه مديراً في 8 فبراير 2004، قبل أن ينهي مهمته التدريبية مع لبنان في 3 يوليو من نفس العام.
وفي أكتوبر 2013، أصبح حمود مدرباً لفريق الإخاء الأهلي عاليه، وبقي مع النادي حتى نهاية الموسم. بعد مساعدة شباب الساحل في الوصول إلى المركز الثالث في الدوري اللبناني الممتاز 2020–21، جُدد عقده لموسم آخر.

## وفاته
في 6 تشرين الثاني (نوفمبر) 2021، ثبتت إصابته بفيروس كوفيد-19 في لبنان. حيث نقل إلى مستشفى الساحل العام في حارة حريك في بيروت. وتوفي متأثرا بالفيروس في 4 كانون الأول/ديسمبر 2021 عن عمر ناهز 57 عاما.

## الإحصائيات

### دولية
| # | تاريخ         | مكان                           | الخصم    | نتيجة | حصيلة | مسابقة                | مراجع  |
| - | ------------- | ------------------------------ | -------- | ----- | ----- | --------------------- | ------ |
| 1 | 11 أبريل 1988 | ملعب الحمدانية، حلب، سوريا     | سوريا    | 1-0   | 1-2   | تصفيات كأس العرب 1988 | [ 17 ] |
| 2 | 13 يوليو 1988 | ستاد عمان الدولي، عمان، الأردن | السعودية | 1-0   | 1-0   | كأس العرب 1988        | [ 8 ]  |
| 3 | 17 يوليو 1988 | ستاد عمان الدولي، عمان، الأردن | تونس     | 1-1   | 1-1   | كأس العرب 1988        | [ 8 ]  |

## الإنجازات

### كلاعب

#### النجمة
- كأس الاتحاد اللبناني: 1986–87، 1988–89.

#### فردي
- هداف الدوري اللبناني الممتاز: 1993–94

### كمدرب

#### العهد
- الدوري اللبناني الممتاز: 2014–15
- كأس النخبة اللبنانية: 2015
- كأس السوبر اللبناني: 2015

#### شباب الساحل
- كأس النخبة اللبناني: 2019

#### فردي
أفضل مدرب في الدوري اللبناني الممتاز: 2009–10، 2010–11.